# Кај Хаверц
Кај Лукас Хаверц (њем. Kai Lukas Havertz; Ахен, 11. јун 1999) немачки је фудбалер који тренутно игра у енглеској Премијер лиги за Арсенал и репрезентацију Немачке на месту офанзивног везног. 
Прошао је академију Бајера из Леверкузена а сениорски деби за клуб имао је 2016. године. Тиме је постао најмлађи дебитант у Бундеслиги у клупској историји. Следеће године је постигао свој први гол чиме је постао најмлађи стрелац у историји Леверкузена. Такође је најмлађи играч који је дошао до броја од сто наступа у немачком првенству.
Хаверцове игре су привукле пажњу многих европских клубова. Придружио се Челсију 2020. године у трансферу вредном 84 милиона евра чиме је постао тадашње друго најскупље појачање Челсија. Са Челсијем Хаверц је освојио Лигу шампиона, УЕФА суперкуп и Светско клупско првенство. Био је стрелац јединих голова у финалима Лиге шампиона и Светског првенства за клубове. Напустио је Челси на лето 2023. године када је потписао за Арсенал.
Хаверц је био члан неколико млађих селекција Немачке. Деби за сениорску репрезентацију имао је у септембру 2018. године. Први је играч рођен 1999. који је заиграо за први тим Немачке. Репрезентацију своје земље представљао је на Европском првенству 2020. и Светском првенству 2022.

## Лични живот
Хаверц је у вези са немачком манекенком Софијом Вебер од 2018. године.
Као своје идоле истакао је Тонија Кроса, Роналдиња, Андреса Инијесту, Зинедина Зидана и Каку.

## Статистика

### Клубови
Ажурирано 28. маја 2023.
| Клуб             | Сезона    | Национално првенство | Национално првенство | Национално првенство | Национални куп | Национални куп | Лигашки куп | Лигашки куп | Европа  | Европа | Остало  | Остало | Укупно  | Укупно |
| Клуб             | Сезона    | Ранг                 | Наступи              | Голови               | Наступи        | Голови         | Наступи     | Голови      | Наступи | Голови | Наступи | Голови | Наступи | Голови |
| ---------------- | --------- | -------------------- | -------------------- | -------------------- | -------------- | -------------- | ----------- | ----------- | ------- | ------ | ------- | ------ | ------- | ------ |
| Бајер Леверкузен | 2016/17.  | Бундеслига           | 24                   | 4                    | 1              | 0              | —           | —           | 3       | 0      | —       | —      | 28      | 4      |
| Бајер Леверкузен | 2017/18.  | Бундеслига           | 30                   | 3                    | 5              | 1              | —           | —           | —       | —      | —       | —      | 35      | 4      |
| Бајер Леверкузен | 2018/19.  | Бундеслига           | 34                   | 17                   | 2              | 0              | —           | —           | 6       | 3      | —       | —      | 42      | 20     |
| Бајер Леверкузен | 2019/20.  | Бундеслига           | 30                   | 12                   | 5              | 2              | —           | —           | 10      | 4      | —       | —      | 45      | 18     |
| Бајер Леверкузен | Укупно    | Укупно               | 118                  | 36                   | 13             | 3              | —           | —           | 19      | 7      | —       | —      | 150     | 46     |
| Челси            | 2020/21.  | Премијер лига        | 27                   | 4                    | 5              | 1              | 1           | 3           | 12      | 1      | —       | —      | 45      | 9      |
| Челси            | 2021/22.  | Премијер лига        | 29                   | 8                    | 3              | 0              | 3           | 2           | 9       | 3      | 3       | 1      | 47      | 14     |
| Челси            | 2022/23.  | Премијер лига        | 35                   | 7                    | 1              | 0              | 1           | 0           | 10      | 2      | —       | —      | 47      | 9      |
| Челси            | Укупно    | Укупно               | 91                   | 19                   | 9              | 1              | 5           | 5           | 31      | 6      | 3       | 1      | 139     | 32     |
| Арсенал          | 2023/24.  | Премијер лига        | 0                    | 0                    | 0              | 0              | 0           | 0           | 0       | 0      | 0       | 0      | 0       | 0      |
| Свеукупно        | Свеукупно | Свеукупно            | 209                  | 55                   | 22             | 4              | 5           | 5           | 50      | 13     | 3       | 1      | 289     | 78     |

1. ↑  Убрајају се наступи и голови у Купу Немачке и ФА купу.
2. ↑  Убрајају се наступи и голови у Лига купу Енглеске.
3. 1 2 3 4 5  Убрајају се наступи у Лиги шампиона.
4. ↑  Убрајају се наступи у Лиги Европе.
5. ↑  Убраја се пет наступа у Лиги шампиона, пет наступа и четири гола у Лиги Европе.
6. ↑  Убраја се један наступ у УЕФА суперкупу и два наступа и један гол на Светском клупском првенству.

### Репрезентација
Ажурирано 20. јуна 2023.
| наступи и голови | Година | Наступи | Голови |
| ---------------- | ------ | ------- | ------ |
| Немачка          | 2018.  | 2       | 0      |
| Немачка          | 2019.  | 5       | 1      |
| Немачка          | 2020.  | 3       | 1      |
| Немачка          | 2021.  | 13      | 5      |
| Немачка          | 2022.  | 10      | 5      |
| Немачка          | 2023.  | 4       | 1      |
| Укупно           | Укупно | 37      | 13     |

Ажурирано 16. јуна 2023.
Голови Немачке су наведени на првом месту. Колона „гол” означава резултат на утакмици након Хаверцовог гола.
| Бр. гола | Датум               | Стадион                                        | Бр. наступа | Противник          | Гол   | Резултат | Такмичење                                | Извор  |
| -------- | ------------------- | ---------------------------------------------- | ----------- | ------------------ | ----- | -------- | ---------------------------------------- | ------ |
| 1.       | 9. октобар 2019.    | Вестфаленстадион, Дортмунд                     | 6.          | Аргентина          | 2 : 0 | 2 : 2    | Пријатељска утакмица                     | [ 8 ]  |
| 2.       | 13. октобар 2020.   | Стадион Рајненергија, Келн                     | 10.         | Швајцарска         | 2 : 2 | 3 : 3    | УЕФА Лига нација 2020/21.                | [ 9 ]  |
| 3.       | 25. март 2021.      | МСВ арена, Дуизбург                            | 11.         | Исланд             | 2 : 0 | 3 : 0    | Квалификације за Светско првенство 2022. | [ 10 ] |
| 4.       | 19. јун 2021.       | Алијанц арена, Минхен                          | 16.         | Португалија        | 3 : 1 | 4 : 2    | Европско првенство 2020.                 | [ 11 ] |
| 5.       | 23. јун 2021.       | Алијанц арена, Минхен                          | 17.         | Мађарска           | 1 : 1 | 2 : 2    | Европско првенство 2020.                 | [ 12 ] |
| 6.       | 11. октобар 2021.   | Арена Тоше Проески, Скопље                     | 22.         | Северна Македонија | 1 : 0 | 4 : 0    | Квалификације за Светско првенство 2022. | [ 13 ] |
| 7.       | 14. новембар 2021.  | Републикански стадион Вазген Саргсјан, Јереван | 23.         | Јерменија          | 1 : 0 | 4 : 1    | Квалификације за Светско првенство 2022. | [ 14 ] |
| 8.       | 26. март 2022.      | Рајн Некар арена, Зинсхајм                     | 24.         | Израел             | 1 : 0 | 2 : 0    | Пријатељска утакмица                     | [ 15 ] |
| 9.       | 26. септембар 2022. | Стадион Вембли, Лондон                         | 30.         | Енглеска           | 2 : 0 | 3 : 3    | УЕФА Лига нација 2022/23.                | [ 16 ] |
| 10.      | 26. септембар 2022. | Стадион Вембли, Лондон                         | 30.         | Енглеска           | 3 : 3 | 3 : 3    | УЕФА Лига нација 2022/23.                | [ 16 ] |
| 11.      | 1. децембар 2022.   | Стадион Ел Бајт, Ел Хор                        | 33.         | Костарика          | 2 : 2 | 4 : 2    | Светско првенство 2022.                  | [ 17 ] |
| 12.      | 1. децембар 2022.   | Стадион Ел Бајт, Ел Хор                        | 33.         | Костарика          | 3 : 2 | 4 : 2    | Светско првенство 2022.                  | [ 17 ] |
| 13.      | 12. јун 2023.       | Везерстадион, Бремен                           | 35          | Украјина           | 2 : 3 | 3 : 3    | Пријатељска утакмица                     | [ 18 ] |

## Успеси
Бајер Леверкузен
- Друго место у Купу Немачке: 2019/20.[19]

Челси
- Лига шампиона: 2020/21.[20]
- УЕФА суперкуп: 2021.[21]
- Светско клупско првенство: 2021.[22]
- Друго место у ФА купу: 2020/21,[23] 2021/22.[24]
- Друго место у Лига купу Енглеске: 2021/22.[25]

Арсенал
- ФА Комјунити шилд: 2023.

Појединачни
- Члан идеалне екипе на Европском првенству до 17 година: 2016.[26]
- Добитник медаље Фриц Валтер: 2016, 2018.[27][28]
- Члан идеалне екипе Бундеслиге: 2018/19.[29]
- Играч месеца у Бундеслиги: април 2019, мај 2019,[30] мај 2020.[31]
- Члан идеалне екипе Лиге Европе: 2019/20.[32]